# Le Lycée sur la colline
Pour plus de détails, voir Fiche technique et Distribution.
Le Lycée sur la colline est un court métrage documentaire français réalisé par Georges Rouquier, sorti en 1951.

## Fiche technique
- Titre : Le Lycée sur la colline
- Réalisation : Georges Rouquier
- Scénario et commentaire de : Maurice Barry
- Directeur de la photographie  : Marcel Fradetal
- Musique : Yves Baudrier
- Voix : Julien Bertheau de la Comédie Française
- Pays d'origine :  France
- Durée : 25 minutes